# توریل هتلند آکرهاوگن
توریل هتلند آکرهاوگن (انگلیسی: Toril Hetland Akerhaugen؛ زادهٔ ۵ مارس ۱۹۸۲) بازیکن فوتبال اهل نروژ است.
از باشگاه‌هایی که در آن بازی کرده‌است می‌توان به اشاره کرد.
وی همچنین در تیم ملی فوتبال زنان نروژ بازی کرده‌است.